# Instagram-målet
Det så kallade Instagram-målet var ett kriminalfall där två flickor i Göteborg 2013 dömdes för grovt förtal efter ryktesspridning genom det sociala mediet Instagram. När domen föll var de 15 respektive 16 år.
Fallet har blivit uppmärksammat, särskilt på grund av det ovanligt höga skadeståndet om totalt 570 000 kronor.

## Händelseförlopp
Under 2012 drev två flickor kontot "Gbgsorroz" på Instagram, där de efterlyste skvaller om "orrar" ("horor" eller "slampor") i Göteborgsområdet, och publicerade insända rykten med bilder om totalt 180 pojkar och flickor.
Kontot blev välkänt bland ungdomar i Göteborg, och i december samma år spreds rykten att upphovspersonerna bakom kontot gick på Plusgymnasiet i Göteborg. Den 18 december samlades många ungdomar utanför gymnasiet. Stämningen blev hätsk och polisen kallade in hästar, hundar, ordningspolis och helikopter för att skingra folksamlingen. Det var den första massmediala rapporteringen om fallet.
90 anmälningar om förtal inkom till polisen. Polisen hittade de ansvariga för Instagramkontot via ip-adressen till den telefon som användes för att administrera kontot. Göteborgs tingsrätt dömde den 24 juni 2013 de två flickorna för grovt förtal. Påföljden blev ungdomstjänst och ungdomsvård, och att solidariskt betala skadestånd för kränkning om 15 000 kronor vardera till 38 målsägande.
Modern till en av flickorna överklagade domen, med ett yrkande att jämka skadeståndet. Hovrätten för Västra Sverige och Högsta domstolen tog upp överklagandet, men fastställde tingsrättens dom utan att jämka.
Dramaserien #hashtag, som producerades 2016 för Sveriges Television, är baserad på fallet.